# RDNA (マイクロアーキテクチャ)

A generic block diagram of a GPU.

RDNA (Radeon DNA) はAMDのGPUマイクロアーキテクチャおよび付随する命令セットである。RDNAを採用した最初の製品ラインナップは、AMD Radeon RX 5000シリーズ（コードネーム：Navi）であり、TSMCの7 nm FinFETグラフィックスチップを使用して製造されている。

## アーキテクチャ
このアーキテクチャは新しいプロセッサ設計を特徴としている。ただし、AMDのComputex基調講演で発表された最初の詳細は、後方互換性を目的とした、以前のGraphics Core Next（GCN）アーキテクチャが存在することを前提とした方向性を示唆していた。GDDR6メモリのサポートにより、マルチレベルキャッシュ階層と改善されたレンダリングパイプラインを備えている。
RDNAは、プリミティブシェーダーの動作有効化も導入している。この機能はVegaアーキテクチャ（GCN第5世代）のハードウェアに存在していたが、実際のパフォーマンスを向上させることは困難であったため、AMDは有効にしていなかった。RDNAのプリミティブシェーダーはコンパイラー制御である。
RDNAのディスプレイコントローラーは、Display Stream Compression 1.2aをサポートするように更新され、4k 240 Hz、HDR 4K 120 Hz、およびHDR 8K  60 Hzで出力が可能。

## 命令セット
AMDのGPUOpen Webサイトは、AMD「RDNA」世代デバイスの環境、組織、およびプログラムの状態を説明することを目的としたPDFドキュメントをホストしている。 プログラマーやコンパイラーがアクセスできるこのプロセッサーファミリーにネイティブな命令セットとマイクロコードフォーマットについて詳しく説明している。
RDNA命令セットはAMDが所有している。
RDNA命令セットは、いくつかの変更を加えたGCN命令セットに基づいている。

## GCNとRDNAの違い
コードのスケジュール方法に影響するアーキテクチャ上の変更がある。
1. シングルサイクルの命令発行:
  - GCNは、4サイクルごとに1回、ウェーブごとに1つの命令を発行していた。
  - RDNAはサイクルごとに命令を発行する。
2. Wave32:
  - GCNは、64スレッド（ワークアイテム[注釈 3]）のWavefrontサイズを使用していた。
  - RDNAは、32スレッドと64スレッド両方のWavefrontサイズをサポートしている。
3. ワークグループプロセッサ:
  - GCNは、シェーダーハードウェアを、スカラーALUとベクトルALU、LDS、およびメモリアクセスを含む「コンピュートユニット」（CU）にグループ化していた。1つのCUには、メモリへの1つのパスを共有する4つのSIMD16が含まれる。
  - RDNAは「ワークグループプロセッサ」（WGP）を導入している。WGPは、シェーダー計算ハードウェア/コンピューティングの基本ユニットとして、コンピュートユニットを置き換えるものである。1つのWGPには2つのCUが含まれる。これにより、単一のワークグループに、より多くの計算能力とメモリ帯域幅を割り当てることができる。RDNAでは、1 CUは1/2 WGPである。

## AMD RDNA 2
RDNA 1の後継であるRDNA 2(またRDNA2)マイクロアーキテクチャは2020年にリリースされた。
RDNA 2の詳細は、2020年3月5日にAMDのFinancial Analyst Dayで公開されている。AMDは、RDNA 1よりもワットあたりのパフォーマンスが50％向上すると主張している。また、正確な値は提供されていないがクロック速度とクロックあたりの命令が増加している。AMDが確認した追加機能には、リアルタイムのハードウェアレイトレーシングと可変レートシェーディング、メッシュシェーダ、サンプラーフィードバックなどが含まれる。
- 第9世代のゲーム機での使用

RDNA 2は、今後独自の調整と異なる構成で第9世代のゲームコンソール（Xbox Series X/SおよびPlayStation 5）に使用されるグラフィックマイクロアーキテクチャとして確認されている。マイクロソフトはRDNA2の機能をフルに活用できる唯一のハードと発言している。

## AMD RDNA 3
RDNA 2の後継であるRDNA 3(またRDNA3)マイクロアーキテクチャであり、2022年11月の記者会見でアーキテクチャの詳細が公開された。
また、このアーキテクチャを採用した製品としてRadeon RX 7000シリーズが2022年12月より販売された。
- RDNA 2と比較して50%のワット・パフォーマンス向上
- チップレット設計（5.3TB/sのチップレット相互接続帯域幅、580億個のトランジスター）
- 演算ユニットの強化（AIアクセラレーションにより実現する最大2.7倍のパフォーマンス、最大50%優れたCUあたりのレイ・トレーシング・パフォーマンス）
- AMD Radiance Displayエンジン（DispalyPort 2.1 & USB Type-C サポート、12ビットHDR & 最大680億色）
- AV1対応（8K60 AV1エンコード/デコード、MLにより強化されたビデオ・エンコード）